# Ajdin Hrustic
Ajdin Hrustic, född 5 juli 1996 i Dandenong, är en australisk fotbollsspelare som spelar för italienska Hellas Verona och Australiens landslag.

## Klubbkarriär
Den 1 september 2022 värvades Hrustic av italienska Hellas Verona, där han skrev på ett fyraårskontrakt.

## Landslagskarriär
Hrustic debuterade för Australiens landslag den 13 juni 2017 i en 4–0-förlust mot Brasilien, där han blev inbytt i den 57:e minuten mot Mathew Leckie. Hrustic har varit en del av Australiens trupp vid Confederations Cup 2017 och VM 2022 i Qatar.